# Annie Delmont-Koropoulis
Pour les articles homonymes, voir Delmont.
Annie Delmont-Koropoulis, née le 13 juillet 1947, est une femme politique française. Elle est sénatrice de la Seine-Saint-Denis de 2017 à 2023.

## Biographie
De 2014 à 2017, elle est la 5e adjointe au maire d'Aulnay-sous-Bois, chargée de la santé, des handicaps et du développement des professions médicales,.
Le 24 septembre 2017, elle est élue sénatrice de la Seine-Saint-Denis,.
Elle parraine Laurent Wauquiez pour le congrès des Républicains de 2017, scrutin lors duquel est élu le président du parti.